# Hack!
Hack! (Brasil: Ilha Maldita ) é um filme de terror produzido nos Estados Unidos e lançado em 2007 dirigido e escrito por Matt Flynn. O filme centra-se em um grupo de estudantes que, durante uma viagem de campo, se tornam vítimas de um filme snuff. O filme é estrelado por Danica McKellar, Jay Kenneth Johnson, William Forsythe, Sean Kanan, Juliet Landau, Justin Chon, Travis Schuldt, Adrienne Frantz e Gabrielle Richens. O filme foi lançado no Reino Unido em 20 de julho de 2007, antes de receber um lançamento nos EUA em 11 de dezembro de 2007.

## Sinopse
Em uma pequena ilha, um homem (Kane Hodder) é perseguido por uma figura invisível. Quando ele para para recuperar o fôlego, ele é decapitado por seu perseguidor. Enquanto isso, um grupo de estudantes universitários adolescentes, incluindo Emily (Danica McKellar), o interlocutor social Johnny (Jay Kenneth Johnson), o homossexual extravagante Ricky (Justin Chon), o atleta Tim (Travis Schuldt), a lésbica juvenil Maddy (Adrienne) Frantz), Q (Won-G) e Sylvia (Gabrielle Richens), são escolhidos para fazer uma excursão a uma pequena ilha. O grupo, junto com o professor Argento (Mike Wittlin), conhece o capitão JT Bates ( Burt Young ), que os leva para a ilha em seu barco. Aqui, o grupo conhece o casal excêntrico Vincent King (Sean Kanan) e Mary Shelley (Juliet Landau  com quem eles ficarão. Mary começa a filmar o grupo em seu gravador de mão, dizendo que ela é uma aspirante a diretora.
À noite, enquanto o grupo se instala e janta com Vincent e Mary, Argento descobre que precisa sair da ilha para recuperar alguns equipamentos. No entanto, ao chegar no barco, Argento descobre que JT foi assassinado. Enquanto isso, os estudantes têm uma fogueira na praia. Q deixa o grupo apenas para se surpreender com uma figura fantasiada de palhaço. Quando ele conta aos outros, o incidente é ignorado e todos vão para a cama, sem saber que o Sr. Argento também foi assassinado. No dia seguinte, o xerife Stoker (Tony Burton) chega à ilha em busca de um caçador desaparecido. Ele questiona Vincent e Mary, mas ambos negam jamais vê-lo, então o xerife sai. Logo depois, Tim e Sylvia se infiltram na floresta para fazer sexo, mas são rapidamente atacados pelo assassino que mata Tim com uma serra elétrica. Sylvia é perseguida pela floresta, mas é finalmente capturada, antes de ser trancada em uma gaiola em uma masmorra subterrânea. No jantar, Emily fica preocupada com os vários desaparecimentos do grupo, antes de perceber que as linhas telefônicas estão em falta, no entanto Vincent e Mary convencem a todos de que não há com o que se preocupar. Os alunos novamente têm uma fogueira na praia, enquanto Q decide tentar procurar um sinal de telefone. Ele encontra o palhaço mais uma vez, que rapidamente esmaga seu pescoço e o mata. Com Q também desaparecendo, Emily, Johnny, Ricky e Maddy entram na floresta para encontrar seus colegas. Enquanto isso, Vincent e Mary são mostrados assistindo a vídeos de vários assassinatos que cometeram e filmaram, revelando que o casal está fazendo um filme snuff.
O xerife Stoker, desconfiado de Vincent e Mary, volta à ilha, mas é rapidamente assassinado pelo casal com um machado. Ricky e Maddy vasculham a floresta, mas Maddy logo fica inconsciente por Vincent e Mary enquanto Ricky foge. Maddy acorda algum tempo depois amarrada a uma árvore onde encontra Willy (William Forsythe) que a liberta e diz que ela pode escapar no barco dele. Enquanto perseguem Ricky pela floresta, Vincent e Mary param para gravar algumas imagens. Vincent morde um pedaço do pescoço de Mary, que eventualmente a mata, antes que Ricky ataca Vincent, mas acaba sendo morto a tiros. Enquanto Johnny e Emily vasculham a floresta, Johnny finalmente a beija. Ao ouvir a morte de Ricky, Johnny sai para investigar. Enquanto isso, Maddy procura pelo barco de Willy, mas encontra Emily em pé ao lado de um poço de água. Maddy avisa Emily sobre os assassinatos, mas Emily inesperadamente empurra Maddy pelo poço onde ela é empalada em uma espiga. Vincent emerge de uma árvore próxima, parabenizando Emily por sua atuação e atraindo os estudantes para a ilha. Vincent informa Emily que Mary está morta, e é revelado que o casal estava tendo um caso pelas costas de Mary. Johnny logo retorna para Emily, mas é inconsciente por Vincent.
Johnny acorda na masmorra e encontra Sylvia ainda presa na gaiola, que está pendurada sobre uma piscina com piranha. Willy chega e libera Johnny, mas Vincent e Emily também chegam e atiram em Willy no peito com uma flecha, presumivelmente matando-o. Na luta que se seguiu, Vincent está gravemente ferido e Sylvia é mergulhada na piscina de piranhas. Johnny é perseguido até a praia, onde é pego por Vincent e Emily. No entanto, Willy se revela ter sobrevivido e esfaqueia fatalmente Vincent, mas Emily rapidamente atira na cabeça de Willy, matando-o. Johnny continua a lutar com Emily, antes que Sylvia também revele que ela sobreviveu, e ela finalmente mata Emily. Radley (Lochlyn Munro) chega à ilha para levar Johnny e Sylvia para casa. Em uma cena de flashback, Radley se mostra envolvido com o filme, deixando desconhecido se Johnny e Sylvia foram salvos ou assassinados também.

## Elenco
- Danica McKellar como Emily
- Jay Kenneth Johnson como Johnny
- William Forsythe como Willy
- Sean Kanan como Vincent King
- Juliet Landau como Mary Shelley
- Adrienne Frantz como Maddy
- Gabrielle Richens como Sylvia
- Travis Schuldt como Tim
- Wondgy 'Won-G' Bruny como Q
- Justin Chon como Ricky
- Kane Hodder como primeira vítima
- Burt Young como J.T. Bates
- Tony Burton como xerife Stoker
- Lochlyn Munro como Deputy Radley
- Jenna Morasca como namorada de Tim